# ロリクラ☆ほーるど!
『ロリクラ☆ほーるど!』（ROLING CLUTCH HOLD ME!）は、原作：Chihaya（ちはや）、作画：KOMANDO-（こまんどー）による日本の漫画作品。2010年より一貫してユークス公式サイトにて連載、告知されるほか、『電撃ゲームス』（アスキー・メディアワークス）、 『ヤングマガジンサード』（講談社）で連載。DeNAが運営する『マンガボックス』にて連載先を移し、2017年6月9日より『ロリクラ☆ほーるど！ -プロレスなんて好きじゃないです！-』と改題のうえ、『コミッククリア』（KADOKAWA）で新作連載を開始。

## 概要
ユークスのスタッフであるChihayaが、後輩社員のKOMANDO-（連載開始時は「koma」名義）の画力に目を付け、プロレスそのものの魅力を伝えるため、ウェブサイト上で「ぶかつのじかん」として連載開始。当初からコンセプトは『プロレス部の女子高生たちが、おしゃべりしたり、たまにプロレスしたりするまんが』であり、プロレスの説明もなしに学園漫画上でプロレス技が繰り広げられるという異色4コマ漫画。
次第に主要5人のキャラクターが描かれ、マガジンサード連載前に「プロレス嫌いな女子高生がプロレス部で奮闘する」という骨子が完成。雑誌連載時には設定をリセットし「ロリクラ☆ほーるど!」に改題。あらためてリファインされたストーリーが描かれた。
原作のChihayaはコンテまでを担当。また、作画のKOMANDO-は本業でプロレスゲームのモーションを担当しているため、ディフォルメキャラクターにおいても正確にプロレス技を表現している。なお、両者ともプロレスに触れるのはプロレスゲームに関わってからで、タイトルの「ロリクラ」も開発に関わっていて意味の分からない、それでいて想像の広がるワードから拾った（“Rolling cluch”の略）。

## 登場人物
- なるみ / 八重樹 成美（やえぎ なるみ）

- カロリー / キャロライン・ベーコンウッド

- あこ / 天道 あこ（てんどう あこ）

- さき / 夢入 早（ゆめいり さき）

- たーにゃ / 谷屋 種（たにや たね）

5人の愛称の頭文字を並べると「あかさたな」になっており、本名のアルファベット表記の頭文字は「SCAN-T」（スキャンティ＝パンツ）となっている。

## 掲載誌
ロリクラ☆ほーるど!
- 『電撃ゲームス』 Vol.18（2011年2月発売号）[4]– Vol. 21（同年5月発売号）
- 『ヤングマガジンサード』（講談社）創刊号（2014年9月発売号）– 2015.Vol.9（2015年8月発売号）
- 『マンガボックス』2015年12月26日[5]– 2016年10月15日

ロリクラ☆ほーるど！ -プロレスなんて好きじゃないです！-
- 『コミッククリア』2017年6月9日– 2018年3月9日

## 単行本
- 『ロリクラ☆ほーるど！』KADOKAWA/エンターブレイン（ファミ通クリアコミックス）既刊2巻
- 『ロリクラ☆ほーるど！（WEB版）』ユークス（「コミックマーケット90」で発売[6]）全1巻

## パチスロ
- パチスロ ロリクラ☆ほーるど!（2021年9月、DAXEL開発、ネット発売）[7]
型式はSロリクラホールドDD。6.1号機。ガチの3択CZ「ロリクラ☆ちゃんす」で三択を当て、一撃1000枚＋αのボーナスである「ロリクラ☆1000ぼーなす」（及び同ボーナス中に当選する「ほーるど!TIME」突入による減算停止）でメダルを増やすゲーム性となっている。DAXELとしてはは2017年の「パチスロ 結城友奈は勇者である」以来の機種開発となる。